# القتل (مسلسل دنماركي)
القتل (بالإنجليزية: The Killing)‏ هو مسلسل جريمة دراما دنماركي من بطولة صوفي جروبول وسورين مولينج،تم عرض الموسم الأول في 7 يناير 2007 والموسم الثاني في 27 سبتمبر 2009 والموسم الثالث في 23 سبتمبر 2012.